# Luis Sanz
Luis Sanz Santiago (Alcobendas, Madrid, 1926 - Marbella, Málaga, 2012) fue un productor de cine y musical, guionista y representante de actores. 

## Biografía
Luis Sanz inició su trayectoria como representante de actores como Lola Flores, Carmen Sevilla, Aurora Bautista o Jorge Mistral. En 1962 lanzó a la fama a Rocío Dúrcal, produciendo desde entonces Más bonita que ninguna (1965), Cristina Guzmán (1968), Las Leandras (1969), Marianela (1972) y otras ocho películas protagonizadas por ella. En los años siguientes produciría películas como Casa Flora (1973), Mi hija Hildegart (1977), dirigida por Fernando Fernán Gómez, La corte de Faraón (1985) y Hay que deshacer la casa (1986), dirigidas por José Luis García Sánchez, o Cara de acelga (1986), dirigida por José Sacristán.
Como guionista coescribió Una mujer prohibida (1974) y, de forma destacada, Las cosas del querer (1989) y su secuela Las cosas del querer 2 (1995). Por su trabajo como director artístico de Las cosas del querer, que también produjo, fue nominado a un Goya a la mejor dirección artística. En 1990 dirigió y escribió Yo soy esa, protagonizada por Isabel Pantoja, que fue un éxito de taquilla. En esa década dirigió también la miniserie El coraje de vivir (1994), protagonizada por Lola Flores, y la serie de TVE Los negocios de mamá (1997), protagonizada por Rocío Dúrcal. En esa época descubre a la cantante Pastora Soler, entonces adolescente, y produce su primer álbum Nuestras coplas (1994).
En el ámbito musical, además de este álbum, produjo La novicia rebelde (1972) de Rocío Dúrcal, Canciones de España inéditas (1981) de Rocío Jurado y los sencillos "Sere... Serenito / Detrás Del Tuyo Se Va" (1973) de Camarón de la Isla y "Lento Amanecer" de Pastora Soler (1996).
En los últimos años de su vida se retiró junto a su marido a Marbella, donde falleció en 2012.

## Recepción
El académico Santiago Lomas Martínez ha llevado a cabo una lectura queer de la trayectoria de Sanz. En particular, ha señalado la influencia de elementos de la subcultura homosexual del momento en Más bonita que ninguna (1965) y Mi hijo no es lo que parece (1973), una de las películas realizadas durante el franquismo con representaciones más visibles de la homosexualidad.
Lomas Martínez ha vinculado también estos elementos al papel de Sanz como guionista y productor de Las cosas del querer (1989). Esta película recreaba la historia del cantante de copla Miguel de Molina, que había tenido que abandonar España pese a su popularidad por ser abiertamente homosexual y republicano.

## Filmografía

### Como director
- Yo soy esa (1990).
- El coraje de vivir (1994).
- Los negocios de mamá (1997).

### Como guionista
- Una mujer prohibida (1974).
- Las cosas del querer (1989).
- Yo soy esa (1990).
- El coraje de vivir (1994).
- Las cosas del querer 2 (1995).

### Como productor
- Más bonita que ninguna (1965).
- Acompáñame (1966).
- Buenos días, condesita (1967).
- Amor en el aire (1967).
- Cristina Guzmán (1968).
- Las Leandras (1969).
- Pepa Doncel (1969).
- La novicia rebelde (1972).
- Marianela (1972).
- Casa Flora (1973).
- Mi hijo no es lo que parece (1974).
- Mi hija Hildegart (1977).
- La corte de Faraón (1985).
- Hay que deshacer la casa (1986).
- Cara de acelga (1986).

## Discografía

### Como productor
- La novicia rebelde (1972) de Rocío Dúrcal.
- "Sere... Serenito / Detrás Del Tuyo Se Va" (1973) de Camarón de la Isla.
- Canciones de España Inéditas (1988) de Rocío Jurado.
- "Lento Amanecer" (1996) de Pastora Soler.